# Daiki Hashimoto
Daiki Hashimoto, född 7 augusti 2001, är en japansk gymnast.

## Karriär
Vid olympiska sommarspelen 2020 tog han guld i både mångkamp och räck. Vid världsmästerskapen i artistisk gymnastik 2023 tog han guld i såväl mångkamp som räck.